# Moynalty
Moynalty (irl. Maigh nEalta) – wieś położona w północno-zachodniej części hrabstwa Meath w Irlandii. Znajduje się na skrzyżowaniu dróg R194 i R164 i leży 8 km na północ od Kells, w pobliżu granicy z hrabstwem Cavan.